# Ernest Fisk
Sir Ernest Thomas Fisk, né le 8 août 1886 et mort le 8 juillet 1965, est un homme d'affaires et un entrepreneur australien d'origine anglaise. Il est le fondateur, puis directeur général et président d'Amalgamated Wireless (Australasia) (AWA). En 1944, il est nommé directeur général de l'empire musical EMI, jusqu'en 1952.

## Biographie

### Jeunesse
Ernest Thomas Fisk nait le 8 août 1886 à Sunbury en Angleterre. Après des études dans sa ville natale et à Londres, bien qu'il ne passe pas les examens, il engagé dans l'entreprise de Frederick Walton.

### Télégraphie
Il est ensuite engagé à la poste britannique où il devient télégraphiste sans fil. En juin 1906, il rentre à l'école Marconi où il devient ingénieur et opérateur radio. Il est ensuite engagé à la compagnie Marconi.
Il voyage pour la première fois en Australie en 1910 dans le cadre de son travail. À bord du RMS Otranto (en), il démontre les capacités de la technologie Marconi et son utilité pour l'Orient Steam Navigation Company. Il retourne l'année suivante en Australie comme ingénieur et tente de persuader les armateurs de s'équiper avec du matériel Marconi. Il forme les télégraphistes et installe le matériel.
En 1912, Marconi attaque en justice le gouvernement australien prétextant que l'Australasian Wireless (en) enfreint ses brevets. En réglant cette affaire, Ernest s'associe avec John Balsillie (en) et fonde l'Amalgamated Wireless (Australasia). La société possède le droit d'utiliser les brevets passés et futures de Marconi et du concurrent allemand Telefunken. Fondateur, il en devient directeur général en 1916 et puis président en 1932.
Le 22 septembre 1918, Ernest prouve la possibilité d'une communication radio directe entre le Royaume-Uni et l'Australie en recevant le premier message de ce type à son domicile de Sydney,.
Le réseau se développe rapidement et l'Amalgamated Wireless (Australasia) grandit. En avril 1927, une ligne directe entre l'Angleterre et l'Australie est établie, passant outre aux câbles sous-marin classiques. L'année suivante, une liaison est établie avec le Canada.
Ernest Fisk promeut largement la technologie, démontrant qu'elle est utile à l'Empire britannique. En 1933, il reçoit l'ordre de la Couronne d'Italie et en 1935, la médaille du jubilé d'argent du roi George V. Il est fait chevalier le 11 mai 1937,.

### Vie publique
Avec son succès, Ernest Fisk embrasse une vie publique active et devient australien convaincu. Il rejoint de nombreux groupements en Nouvelle-Galles du Sud et contribue au parti national d'Australie.
En 1934, il tente avec Charles Ulm une aventure aérienne et fonde la Great Pacific Airways Ltd, qui malheureusement n'aboutira à rien avec la mort de Charles Ulm la même année. Après avoir été anobli, il rejoint un certain nombre de conseils d'administration d'entreprises australiennes.

### EMI et fin de vie
En 1944, Amalgamated Wireless (Australasia) est devenue une des plus grandes sociétés d'Australie, employant 6 000 personnes. Ernest Fiske se retire et devient directeur groupe Electrical and Musical Industries (EMI) à Londres. La société ne prospère pas et son contrat n'est pas renouvelé. Il rentre en 1952 à Sydney.
S'il promeut toujours son domaine de prédilection, à savoir les technologies sans fil, il commence à s'intéresser à l'énergie solaire et nucléaire. Ainsi, dans les années 1950, il prédit que les téléviseurs couleur seront utilisés dans le monde entier d'ici 30 ans et que l'énergie solaire sera utilisée pour refroidir et chauffer les maisons.
Ernest Fisk meurt le 8 juillet 1965 à son domicile de Roseville. Il est incinéré selon les rites anglicans.

## Vie privée
Ernest Thomas Fisk se marie avec Florence Chudleigh le 20 décembre 1916 à l'église anglicane St John de Gordon. Guglielmo Marconi est le parrain de son quatrième fils, David Sarnoff Marconi. Son fils, Thomas Maxwell, meurt durant la Seconde Guerre mondiale. Ernest tombe dans le spiritualisme et pense pouvoir être un jour capable d'entrer en contact avec les morts.

## Hommages
Un mémorial est érigé le 14 décembre 1935 pour célébrer l'accomplissement de la première liaison radio entre l'Angleterre et l'Australie établie en 1918.
Fiskville, dans l'état de Victoria, à environ 10 kilomètres au sud de Ballan, porte son nom. De 1927 à 1969, c'est l'emplacement du complexe de transmission sans fil à ondes courtes exploité par AWA dans le cadre du réseau sans fil impérial.

## Galerie

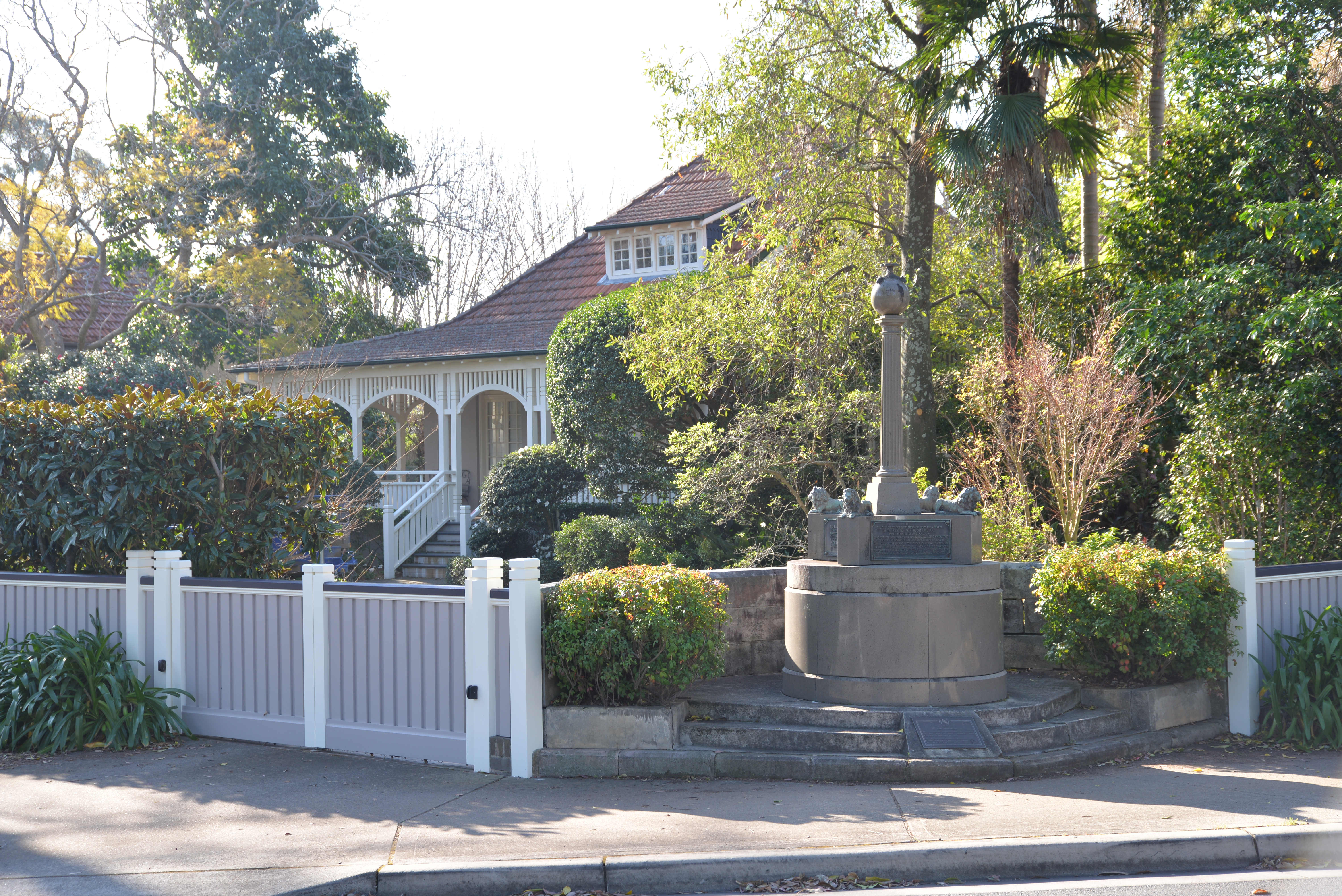
La maison d'Ernest Fisk « Lucania », Wahroonga, Sydney, Australie. Site du premier message sans fil du Pays de Galles à l'Australie, le 22 septembre 1918.
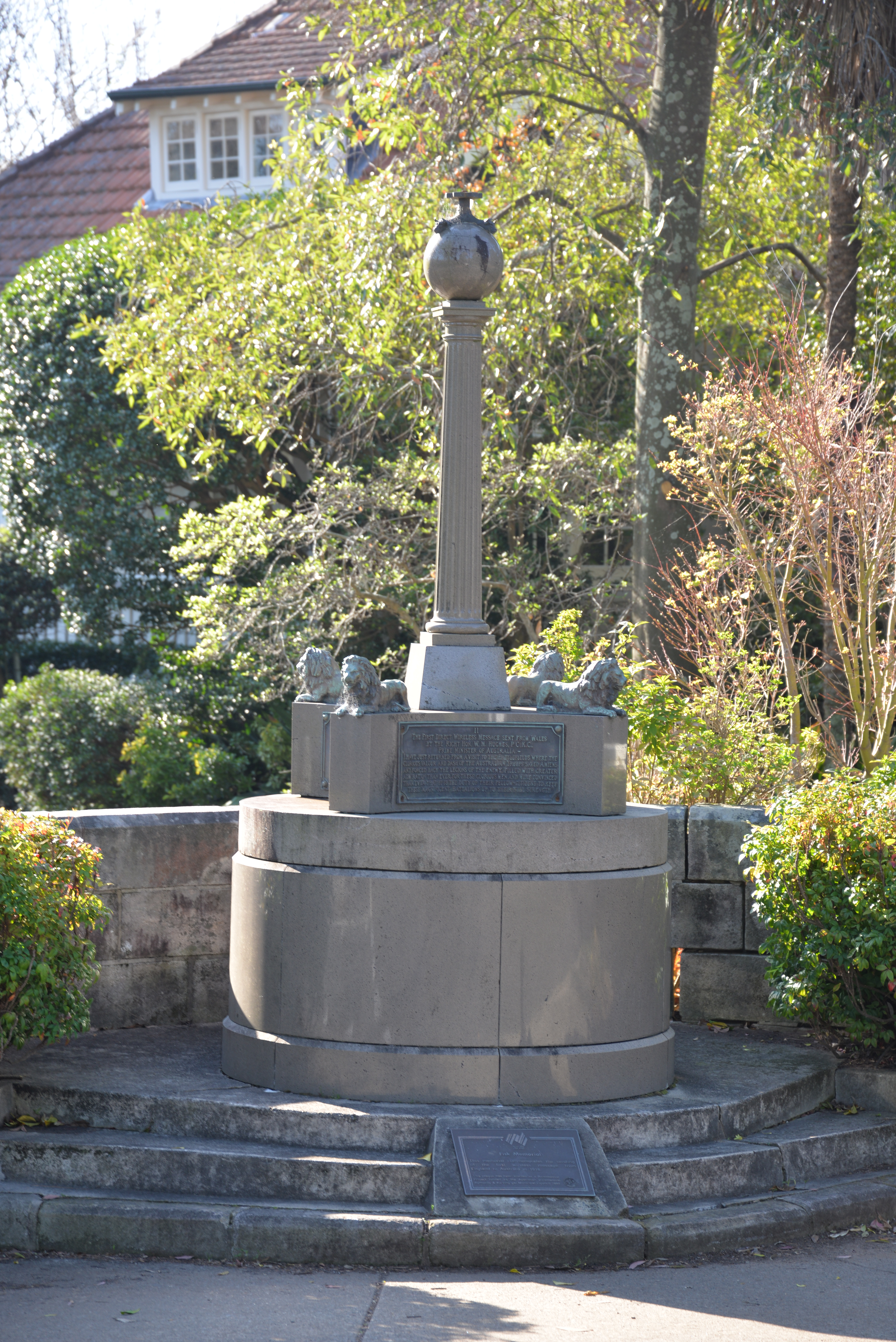
Le monument érigé le 14 décembre 1935.
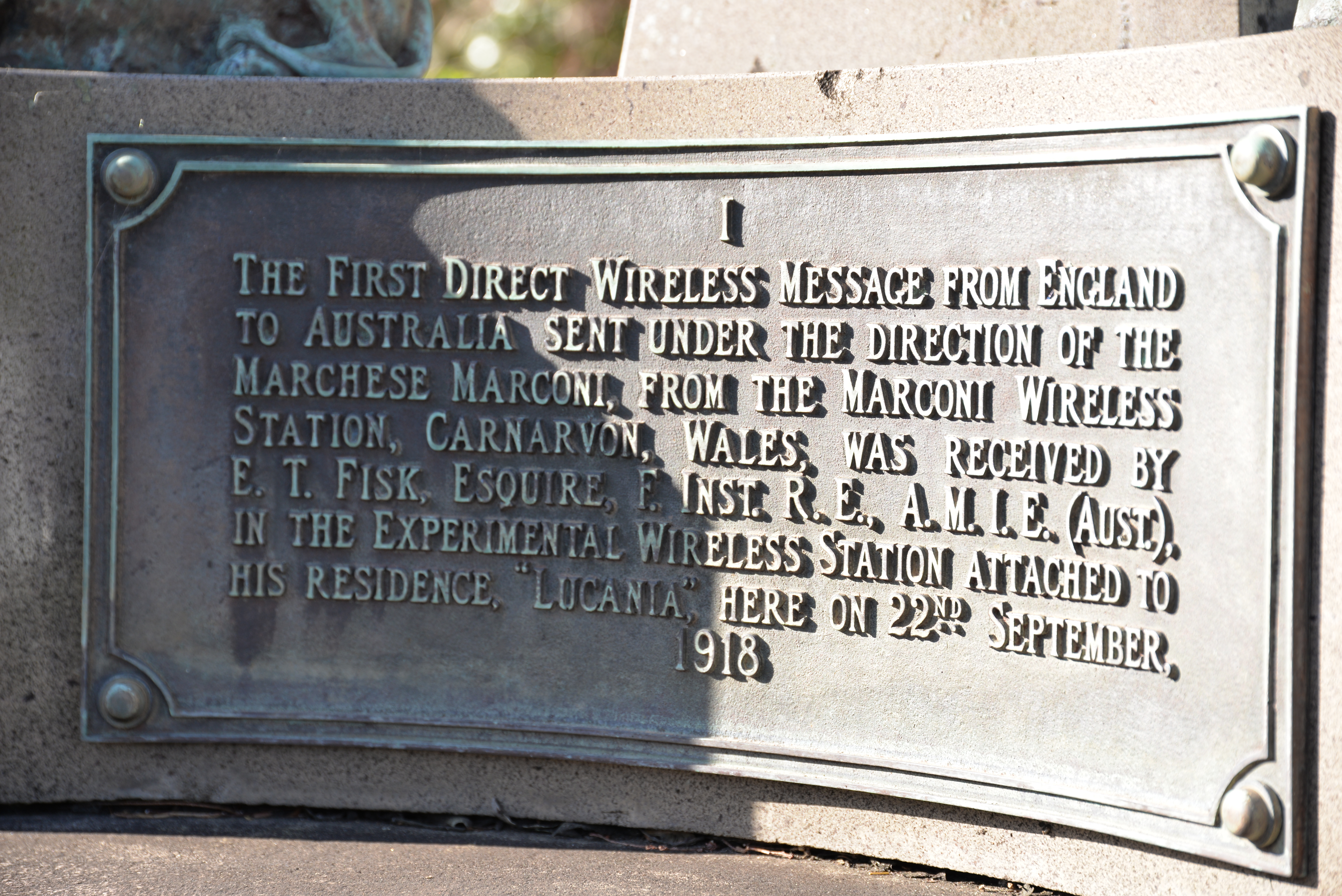
Détail de l'inscription sous le monument.
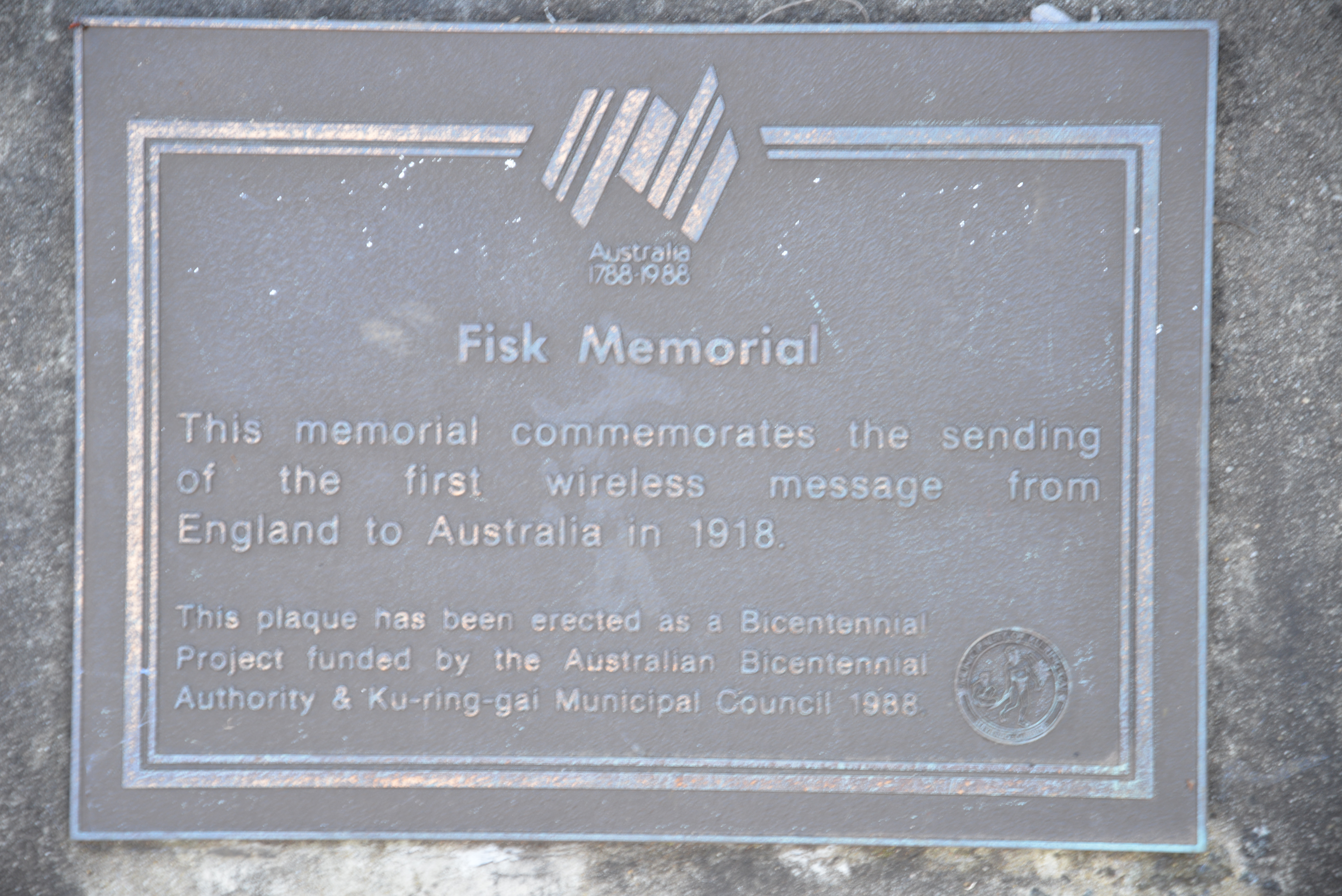
Plaque du bicentenaire célébrant l'exploit 70 ans plus tard, en 1988.